# Tajemná vražda na Manhattanu
Tajemná vražda na Manhattanu je americký hraný film, který natočil režisér Woody Allen podle scénáře, který napsal spolu s Marshallem Brickmanem. Premiéru měl 16. srpna 1993 v Beverly Hills, do kin byl uveden o dva dny později. Vedle Woodyho Allena, který ve filmu ztvárnil roli Larryho Liptona, v něm hráli například Diane Keatonová, Jerry Adler, Lynn Cohen a Alan Alda. Film sleduje manželský pár při vyřetřování smrti sousedovy manželky. Keaton byla za svou roli neúspěšně nominována na Zlatý glóbus za nejlepší ženský herecký výkon (komedie / muzikál).